# Barsina
Barsina (ca. 363 a.C. — 309 a.C.) foi amante de Alexandre, o Grande.

## Biografia
Barsina era filha de Artabazo II e foi capturada em Damasco, vindo a tornar-se amante de Alexandre, a quem deu um filho, Héracles, em 327 a.C..
Quando Alexandre se casou com Barsina, ele arrumou o casamento de vários de seus oficiais com mulheres persas; Ptolemeu, o futuro faraó do Egito, ficou com Apama e Eumenes com outra Barsina, ambas irmãs de Barsina.
Quando Alexandre se casou com Roxana, ela retirou-se para Pérgamo. Quando Héracles, filho de Alexandre e Barsina, fez dezessete anos, Poliperconte o chamou, supostamente para colocá-lo como rei dos macedónios. Poliperconte e Cassandro se prepararam para uma batalha, próxima de Stymphaleum, e Cassandro temeu que os macedónios desertassem para Héracles. Cassandro enviou uma embaixada a Poliperconte, em que propôs que este assassinasse Héracles, e, após o assassinato, entregou a Poliperconte 4 mil soldados macedónios de infantaria e 500 cavaleiros da Tessália.